# Antillea aegon
Antillea aegon är en fjärilsart som beskrevs av Fabricius 1781. Antillea aegon ingår i släktet Antillea och familjen praktfjärilar. Inga underarter finns listade i Catalogue of Life.